# Répliques du château de Versailles
 (avril 2011).
- Si vous ne connaissez pas le sujet, laissez ce bandeau (vous pouvez alors contacter les auteurs).
- Si vous supprimez le contenu mis en cause (vous pouvez préalablement contacter les auteurs),

argumentez précisément cette suppression dans la page de discussion
(un manque de référence n'est pas un argument ; une recherche réelle de référence doit avoir été effectuée, être formellement documentée).
 (février 2011).
Si vous disposez d'ouvrages ou d'articles de référence ou si vous connaissez des sites web de qualité traitant du thème abordé ici, merci de compléter l'article en donnant les références utiles à sa vérifiabilité et en les liant à la section « Notes et références ».
La construction du château de Versailles déclencha une véritable course à la construction de palais dans des parcs remplis de fontaines parmi les élites, et pas seulement les élites royales, au pouvoir en Europe. Les monuments les plus durables aux gloires passées de Versailles ne se trouvent pas en France mais dans d'autres pays d'Europe continentale[réf. nécessaire]. Quand Louis XIV a eu Versailles, la France était l'État le plus puissant et le plus riche d'Europe.

## Allemagne

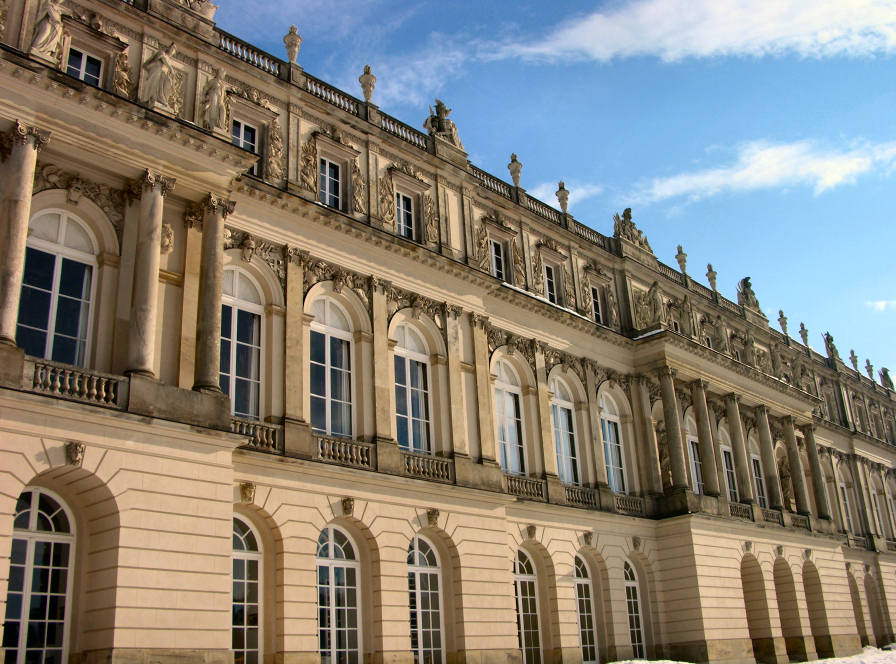
Château de Herrenchiemsee

Jusqu’à l’aube de la création de l’Empire allemand en 1871, l’Allemagne fut, à travers le XVIIIe et le XIXe siècle, une des régions d’Europe accueillant en son sein sans doute le plus de palais d’inspiration Versaillaise[réf. nécessaire]. Cette particularité tient en grande partie du morcellement politique de ce territoire (Saint-Empire romain germanique et puis Confédération germanique) et de la volonté des différents monarques allemands à vouloir matérialiser leur pouvoir dans la pierre à l’image du mythe Louis-quatorzien[réf. nécessaire]. S’il est indéniable que Versailles en ait été en partie la source d’inspiration, ces « contretypes » n’en sont pas moins très différents les uns des autres. On peut principalement distinguer deux types d’influence[réf. nécessaire] : D’une part l’imitation du concept politique et/ou architectural Versaillais et d’autre part une inspiration stylistique du mythique château. Notons également que l’ambition de ces princes était à l’image de ce que leur permettaient les finances locales : à Bonn, les châteaux d'Augustusburg et de Falkenlust à Brühl pour l'archevêque-électeur de Cologne, à Mannheim, à Ludwigsburg, à Schwetzingen près de Heidelberg et à Karlsruhe ; les nouveaux palais (Neues Palais) de Sanssouci à Potsdam et de Charlottenburg dans cette ancienne localité rurale près de  Berlin ; Herrenhausen à Hanovre ; Neues Schloss Schleißheim près de Munich ; le château de Nordkirchen, près de Coesfeld, édifié pour le prince-évêque de Münster, Friedrich Christian von Plettenberg, et la Residenz de l'archevêque de Wurtzbourg.
L'une des plus grandes imitations de Versailles en Allemagne est le Wilhelmshöhe[réf. nécessaire] à  Cassel, construit en 1786 par Guillaume IX, landgrave de Hesse-Cassel.
Le dernier acte de cette guerre de l'architecture somptueuse fut probablement joué par Louis II de Bavière quand il commanda la construction du château de Herrenchiemsee, sous la forme d'une copie presque à l'identique de Versailles, dans une île du bucolique lac de Chiem dans la campagne de Bavière. Faute de financements suffisants, seul le corps principal du bâtiment fut achevé, avec sa galerie des glaces, plus longue que l'originale, et ses jardins à la française. Une autre "folie" de Louis II de Bavière , le château de Linderhof s'inspire nettement d'un ensemble architectural du domaine de Versailles : le Petit Trianon, mais avec des ajouts de style Rococo . La filiation avec le modèle versaillais ne fait cependant aucun doute : Louis II avait baptisé Meicost - Ettal (anagramme de la devise attribuée à Louis XIV "L'Etat c'est moi") ce château construit en 1873 près de la ville d'Ettal en Bavière.

## Autriche-Hongrie

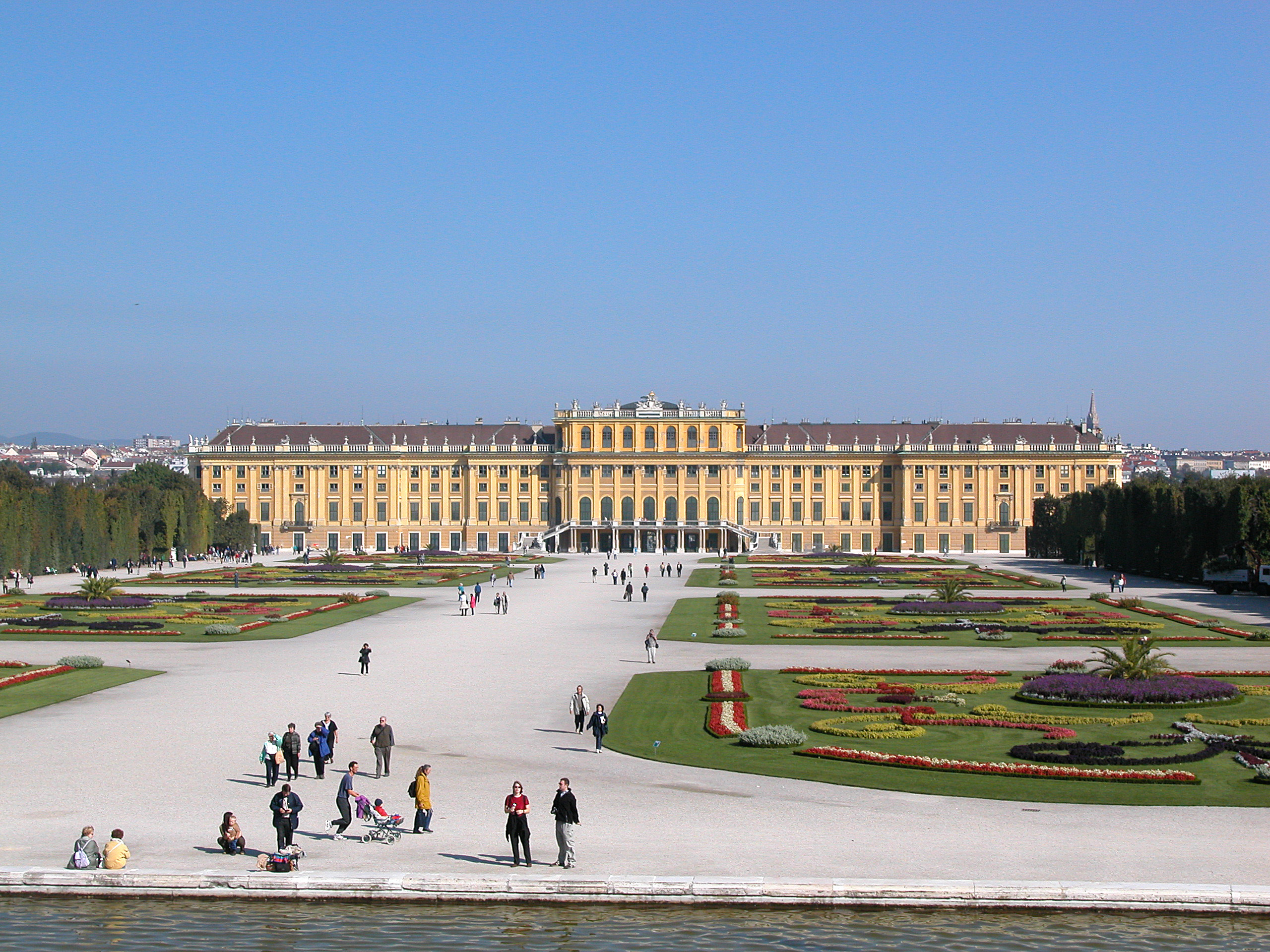
Château de Schönbrunn.

Le château de Schönbrunn à Vienne en Autriche reprend les volumes et l'équilibre de la façade côté jardin de Versailles. Le château d'Esterházy en Hongrie est également influencé.[réf. nécessaire]

## Belgique
En Belgique, quelques cas d’influence versaillaise sont à noter et ce principalement à Bruxelles.[réf. nécessaire]

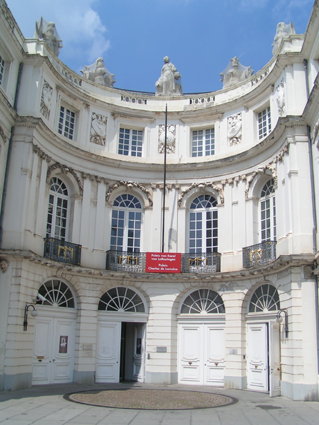
Façade d'entrée du palais de Charles de Lorraine à Bruxelles, vers 1760

- Vers 1760 la façade côté jardin du palais de Charles-Alexandre de Lorraine s’inspire très clairement[réf. nécessaire] de la façade arrière[pas clair] du château de Versailles.
- La plupart des réalisations du roi Léopold II de Belgique, réalisées autour de 1900, sont d'inspiration française. Ce roi vouait une véritable vénération à l'esprit français. Pour Bruxelles, Paris constituait le modèle: 
  - Urbanistiquement, de grandes et larges avenues bordées d'arbres, de grandes perspectives fermées par des monuments.
  - Architecturalement : un arc de triomphe (arcades du Cinquantenaire), la basilique du Sacré-Cœur, etc. Pour ses palais et châteaux, c'est donc naturellement que Léopold II s'est tourné vers le « grand style » français, entre autres inspiré de Versailles. Ainsi fait-il construire pour son palais royal de Bruxelles une galerie des glaces et un escalier monumental qui n’est autre que l’exécution d'un projet non-exécuté de Jacques Ange Gabriel pour le palais de Versailles[réf. nécessaire].

Par ailleurs, Léopold II apposera à tous ses projets architecturaux son monogramme (Double L dos à dos), ce-dernier ressemblant beaucoup à celui  de Louis XVIII (le double L).
- En 1892, le duc Engelbert-Marie d’Arenberg, à la suite de l'incendie d'une partie de son palais sur le Petit Sablon, commanda aux architectes Flanneau et Girault (architecte français qui par ailleurs était venu en Belgique pour servir le roi Léopold II) d’y bâtir une reconstitution du célèbre escalier des Ambassadeurs[réf. nécessaire] construit pour Louis XIV à Versailles entre 1672 et 1679.

## Espagne
En Espagne, le palais royal de la Granja de San Ildefonso est située dans la commune de La Granja près de Madrid.

## France
Le château de Lunéville, en Lorraine, reste probablement la réplique la plus similaire au château de Versailles.
Né de la volonté de Léopold Ier de Lorraine d'assoir à la fois sa légitimité ainsi qu'une imposante cour il décide de faire reconstruire dès 1704 la demeure renaissance en un vaste palais classique.
Les similitudes avec Versailles sont l'organisation des bâtiments et communs autour de la cour, ainsi que la position des appartements et même de la chapelle.
Bien que le plan du château soit très similaire, une différence notable est le style résolument classique dans le cas de Lunéville, tandis que la cour de Versailles est de style Louis XIII.[réf. nécessaire]
Un autre exemple remarquable[pourquoi ?][réf. nécessaire] est le château de Saverne dans le Bas-Rhin. Ce palais était la résidence principale des princes-évêques de Strasbourg jusqu'à la Révolution française. Entièrement remanié à la fin du XVIIIe siècle, à la suite d'un incendie, par le cardinal de Rohan il était doté d'un impressionnant Jardin à la française aujourd'hui presque entièrement disparu[réf. nécessaire].

## Italie
En Italie, les « répliques de Versailles » comprennent le palais de Caserte près de Naples, (dû à Luigi Vanvitelli, construit à partir de 1752), Colorno près de Parme et Stupinigi à l'extérieur de Turin, qui fut à l'origine, comme Versailles, un pavillon de chasse.[réf. nécessaire]

## Pologne
Que les différents « Versailles polonais » soient autant aristocratiques que royaux est le signe que le pouvoir véritable était aux mains de la grande aristocratie qui élisait le roi. La version royale, le palais de Wilanów, commença à la fin du XVIIe siècle avec la construction d'une « nouvelle Villa » juste au sud de Varsovie pour le compte de Jean Sobieski, roi de Pologne, puis, comme ce fut le cas à Versailles, fut agrandie au cours de plusieurs phases de construction. Le palais de Wilanow est disposé symétriquement autour de sa cour d'honneur avec deux parterres géométriques reliées par des marches. Wilanow devint par la suite la propriété de toute une série d'aristocrates polonais, et a inspiré d'autres grands de Pologne à bâtir des imitations, comme à Lazienki, de sorte que des architectes et des jardiniers italiens et français furent appelés en Pologne pour y travailler[réf. nécessaire].
Wilanow eut un rival dans l'aristocratique palais de Branicki à BialystokK. Łopatecki, W. Walczak, The history of Branicki Palace until 1809. The influence of “Versailles of Podlasie” on the development of Białystok, Białystok 2015, ss. 247.  (ISBN 978-83-64103-55-1)[réf. nécessaire]. 

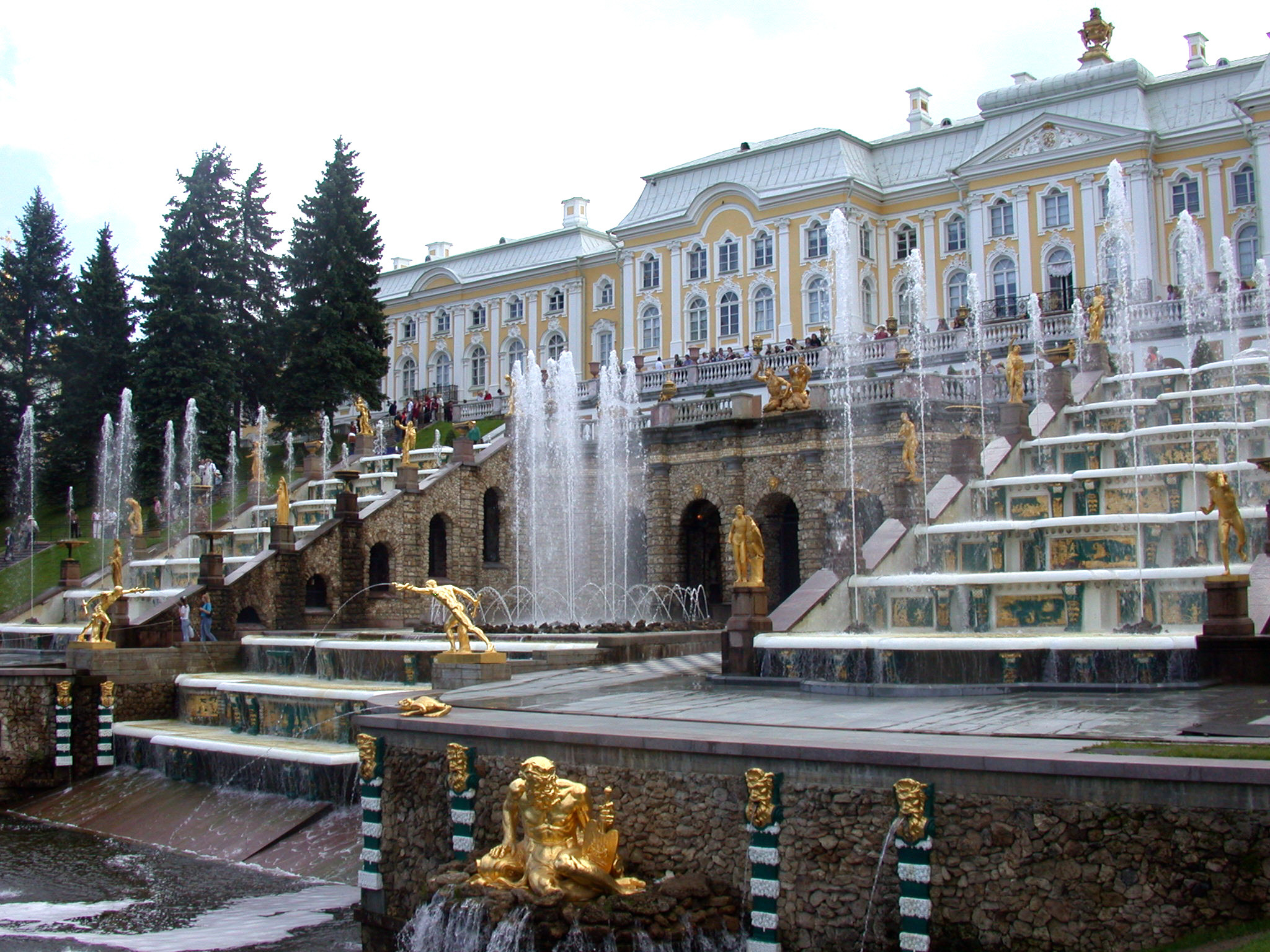
Peterhof (1714-1725) et sa Grande Cascade

## Portugal

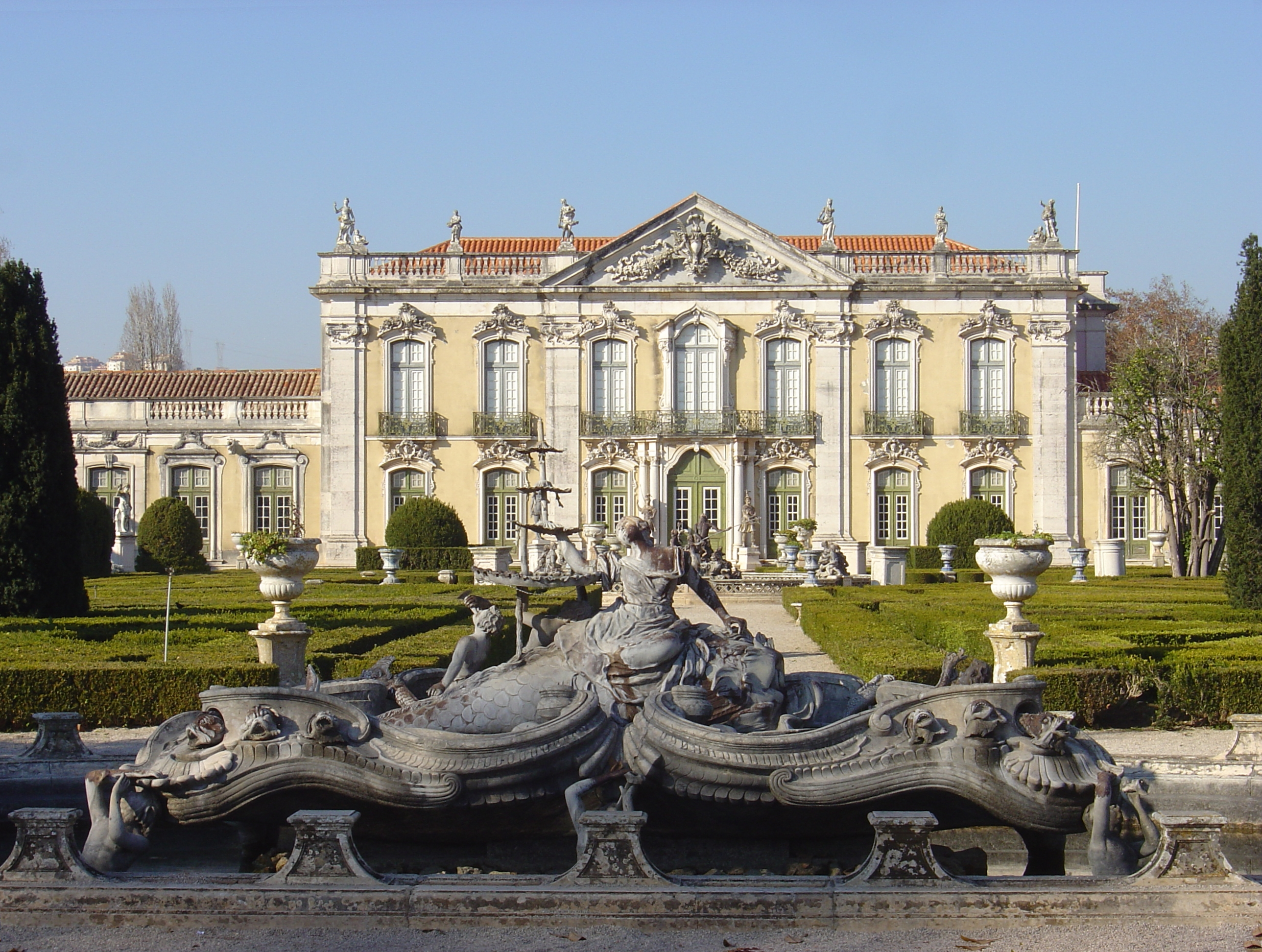
Palais royal de Queluz.

Le palais royal de Queluz près de Lisbonne, au Portugal.[réf. nécessaire]

## Royaume-Uni
En Angleterre, encore plus qu'en Pologne, les répliques de Versailles témoignent de la domination finale d'une aristocratie sur une monarchie. Les projets de palais royaux des derniers rois Stuart tombèrent à l'eau : Charles II envisagea un palais à Winchester qui n'exist  a que sur le papier. Le palais Saint James à Londres resta une garenne des Tudor. Les rénovations de Hampton Court pour Guillaume III ne peuvent soutenir la comparaison avec une résidence telle que Chatsworth House, et d'autres aristocrates Whig eurent des résidences presque aussi grandioses. La réponse britannique directe à Versailles est le palais de Blenheim, construit comme monument national pour l'adversaire de Louis, le duc de Marlborough[réf. nécessaire].

## Russie
L'effort le plus grandiose, le plus impressionnant a sans doute été accompli par Pierre Ier de Russie. Il se rendit à Versailles à l'occasion de sa « Grande Ambassade » et décida par la suite de construire une résidence « plus belle que  Versailles »[réf. nécessaire]. Il fit construire dans les faubourgs de Saint-Pétersbourg un ensemble de bâtiments, le complexe de Peterhof, entouré de jardins et de parcs. Le grand palais de ce complexe est une construction spectaculaire, érigée au sommet d'une colline au-dessus d'une cascade surpassant son modèle[réf. nécessaire], la cascade du château de Marly de Louis XIV. Également impressionnantes sont les grandioses fontaines de Peterhof, fonctionnant tous les jours pendant la belle saison. Le choix de l'emplacement de ce nouveau palais fut guidé principalement par l'existence de sources d'eau fiables et abondantes dans le voisinage.

## Suède
Le château de Drottningholm à Stockholm[réf. nécessaire].